# Auteur
Um auteur (francês: [o.tœʁ] (autor) é o artista que controla todos os aspectos de um trabalho criativo e colaborativo, uma pessoa equivalente ao criador de uma obra literária. O termo é comumente referenciado a cineastas ou diretores/realizadores de cinema, em geral com um estilo próprio ou preocupação temática.

## História
O auteurismo tem origem na crítica de cinema francesa do fim da década de 1940, enquanto sistema de valores defendidos por André Bazin e Alexandre Astruc, quanto ao papel do autor enquanto criador de uma obra pessoal, como refere o crítico de cinema americano Andrew Sarris. O conceito serve para distinguir os cineastas da Nova Vaga francesa dos realizadores americanos ao serviço de Hollywood, que não são considerados criadores mas sim meros executivos com capacidades artísticas..